# الاختيار 2 (مسلسل)
الاختيار 2: رجال الظل هو مسلسل تلفزيوني مصري عُرض في شهر رمضان لعام 2021، من بطولة كريم عبد العزيز وأحمد مكي، من إخراج بيتر ميمي وتأليف هاني سرحان.
ويعتبر المسلسل هو الجزء الثاني من مسلسل الاختيار والذي عُرض في عام 2020، وكان من بطولة أمير كرارة وأحمد العوضي، ومن تأليف باهر دويدار وأخرجه أيضًا بيتر ميمي.

## قصة المسلسل
يتناول المسلسل قصص حياة أفراد من الشرطة المصرية استشهدوا في الفترة من 2013 وحتى 2020، كما يتناول العديد من الأحداث خلال تلك الفترة كفض رابعة العدوية وغيرها.

## الحلقات
| - حتى لا ننسى - رد فعل - أختراق - قبل البداية - 14 أغسطس 2013 | - الأرض المحروقة - حق أخواتنا - الخائن - محمد مبروك - بيت الشهيد | - أول الخيط - عملية الإسماعيلية - خيانة عظمى - رجال الظل - عرب شركس | - عيش شمس - قسم الطالبية - همام عطية - قوات مكافحة الإرهاب - الضباط المنشقون | - ذهاب بلا عودة - دم أخوك - النقطة الميتة - النايل تاورز - مأمورية الواحات | - مسجد الروضة - الدرب الاحمر - ماجد عبد الرازق وعمر القاضي - كأس الأمم الأفريقية - الحلقة التسجيلية |

## طاقم التمثيل
| - كريم عبد العزيز:زكريا يونس - أحمد مكي:يوسف رفاعي - إياد نصار:الشهيد المقدم/ محمد مبروك - إنجي المقدم:نادية - أسماء أبو اليزيد:عاليا - بشرى:رشا - هادي الجيار:رفاعي - أحمد حلاوة:عم عادل - أحمد شاكر عبد اللطيف:الضابط الخائن محمد عويس - محمد علاء:همام عطية - إسلام جمال:هارون - سلوى عثمان:إيمان | - ليلى عز العرب:هدى - محمد الكيلاني:مؤمن - رياض الخولي:اللواء رفعت - أحمد سعيد عبد الغني:الشهيد أحمد فايز - أحمد رفعت:أحمد جاد - علي الطيب:هشام الصاوي - عمر زكريا فؤاد:الشهيد كريم فرحات - أحمد علي:الشهيد محمد وحيد - كريم عبد الغني: رامز - طارق صبري:خيرت السبكي - عمر الشناوي:عبدالله | - معتز حسين: المقدم عاصم - محمد يلمز: الشهيد النقيب احمد زيدان - تامر الكاشف: حنفي جمال - عماد الطيب: كريم حمدي - عصام عمر: علي يونس - محمد منير: الشهيد عمر القاضي - عمرو إمام: سمير الخولي - نور النبوي: الشهيد أحمد شوشة - مصطفى أبو سريع: طارق - محمد يونس: محمد البكاتوشي - رضا إدريس: أبو الليل | - محمد عبد السيد: أشرف الغرابلي - غادة طلعت: أم إبراهيم - أيمن بشاي: عفيفي - تامر نبيل: يحيى موسى - محمد يوركا: الخطيب - سعيد صديق: الدكتور علي - كريم سرور: أحمد علي عبده - شريف البردويلي: عبد الحميد - علي محمد: مالك - أحمد غزي: جمال - سيف الدربي: حمزة |

ضيوف الشرف
| - إسلام حافظ: معتصم - أحمد الرافعي: عمر رفاعي سرور - أحمد العوضي: هشام عشماوي - أحمد حلمي: أستاذ محمد - أحمد داش: إبراهيم الخطيب - أحمد عز: سيف - أحمد فهمي: رامي - أحمد قنديل:الشهيد إسلام مشهور - أشرف زكي: اللواء حسين - أشرف عبد الباقي: الشهيد العميد محمد جبر - أمير كرارة: الشهيد أحمد منسي-ضيف شرف - بسمة نبيل: سلمى صديقة عاليا | - بيومي فؤاد: إبراهيم والد الشهيد عمر القاضي - جلال الزكي: العقيد جلال - حسين نصار: ضابط - حمدي عباس: عماد - سامح الصريطي: القيادي محمد كمال - سهر الصايغ - شريف الملاح: عنصر إرهابي - ضياء عبد الخالق: ابو عبد الله - عابد عناني: عماد عبد الحميد - عبد الرحيم حسن: اللواء نبيل - عمر مصطفي متولي: الشهيد الرائد/ أحمد عبد الباسط | - غفران محمد: زوجة الشهيد الرائد/ أحمد سمير الكبير - فتحي عبد الوهاب: وكيل النيابة - كريم فهمي: الشهيد رامي هلال - لبنى الشيخ: زوجة الشيخ خطيب - ماجد الكدواني: اللواء/ مراد - محمد إمام: الضابط فتحي - محمد جمعة: ضيف شرف - محمد رجب: رجل مخابرات - محمد زيزو: العسكري سعيد - محمد عز: خالد علي موسى - محمد فراج: شاكر | - محمود البزاوي: الشيخ سليم - مراد مكرم: ضابط في الأمن الوطني - مريم الجندي: زوجة الإرهابي أبو يوسف - مصطفى منصور: الشهيد الرائد/ أحمد سمير الكبير - مصطفى يوسف: سعيد - مهدي السيد: محمود - نضال الشافعي: إبراهيم أسير داعش - نضال نجم: السيد عمر - نور إيهاب: بنت حارس الكنيسة - هشام ماجد: الرائد أحمد يوسف - ياسر علي ماهر: مساعد وزير الداخلية |

بالإشتراك مع:
سامية الطرابلسي: بسمة - عزوز عادل: سليمان - محمد عبد الجواد: أبو حذيفة - لاشينة لاشين - ناصر شاهين:إرهابي - محمد حماد:الشهيد شادي مجدي - فتحي سالم:الشهيد النقيب محمد جودة - أحمد جمال - بدر الأحمدي - خالد إبراهيم - مهاب حسين - أحمد أبو زيد - أمير عجمي:إرهابي - مصطفى عمر:الإرهابي أبو يوسف - محمد العزايزي:الإرهابي أبو عبيدة - فاروق قاسم:الإرهابي فارس - نيللي الألفي - محمد فتحي - محمد جابر - محمد أبو الدهب - جابر فراج - محمد محمود عبد العزيز:إرهابي - محمد التفاهني:مساعد وزير الداخلية - فاروق عبد الفتاح - معتز عفيفي - محمد رجائي - فارس الحداد - زكريا معروف - طارق أبو الفضل - عمر صلاح الدين - طارق والي - ياسر جودة - فتحي الجارحي - رامز أيوب: الإخواني يونس عبد الرحيم - أحمد عثمان:الإرهابي نبيل الدسوقي - ريهام محيي - سيف عز - محمد كامل - محمد الشحات مبروك - أبانوب سمير - أحمد كمال الحفناوي - زياد زعتر: هشام - ديفيد مرزوق - نيللي محمود - أيمن أبو ليلة: إرهابي - باسم درويش - وائل خليل: الإرهابي ياسر شحاتة - محمد طه:الشهيد محمد طه - عبير الطوخي:سامية شنن - هاني عز:الشهيد محمد عبد الفتاح - أحمد فوزي - يوسف علي - حازم القاضي:الشهيد ضياء فتوح - خالد إبراهيم - عزت زين: إمام مسجد المنيا - عمرو فريد - حجاج مبارك - محمد زكي: الإرهابي إدريس - محمود الشرقاوي: عمرو ربيع - محمد عبد الظاهر
-سيف الدربي - حسن النحلة - بلال التونسي:عبد الحميد المسماري - أحمد ماجد - إياد أمين - ياسر الرفاعي:الإرهابي ياسر ربيع زيتون - جورج عبيد: العميد امتياز كامل - محمد ناصر - محمد درويش - كريم عبد الشافي - أحمد عاطف - عبد الرحمن مالك:الإرهابي صلاح - نجيب الرفاعي - أحمد صالح - محمد عقيلي - كريم أسامة: محمد عادل كيلاني - دنا أحمد - مجدي شكري: عم حسين السمكري - فرج يوسف - أحمد بسيم - أحمد مغازي
الأطفال: حافظ محمد حافظ - ريماس يونس: طفلة - ماليكة - جاسيكا حسام الدين: طفلة - أشجي خالد: طفلة - أبنة الشهيد محمد مبروك - تيم

## وصلات خارجية
- الاختيار 2 على موقع قاعدة بيانات الأفلام العربية